# 16236 Стіврімер
16236 Стіврімер (16236 Stebrehmer) — астероїд головного поясу, відкритий 5 квітня 2000 року.
Тіссеранів параметр щодо Юпітера — 3,369.